# الراعي (عفرين)
الراعي  قرية سوريّة تتبع إداريّاً لمحافظة حلب منطقة عفرين ناحية راجو، بلغ تعداد سكانها 115 نسمة حسب التعداد السكاني لعام 2004.